# Anodenbatterie

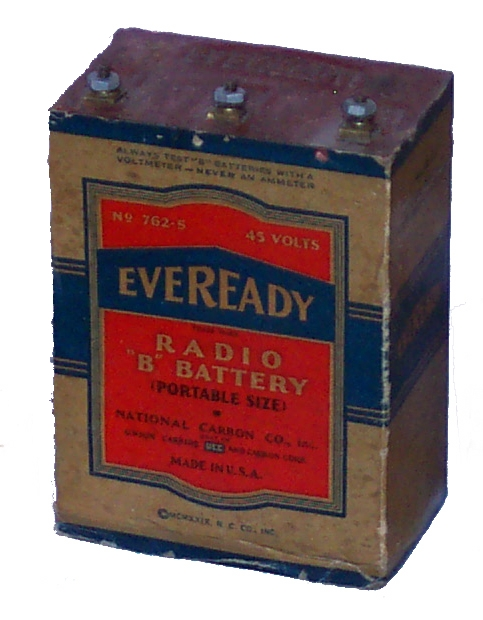
Anodenbatterie mit 45 V

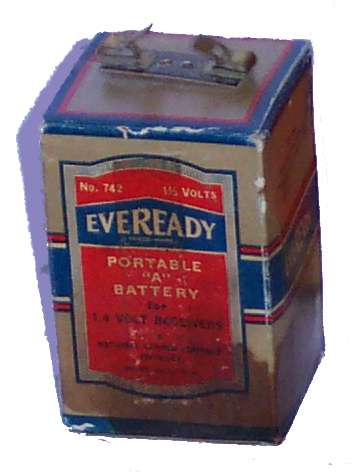
Heizbatterie mit 1,4 V

Eine Anodenbatterie ist eine Trockenbatterie, bei der durch Reihenschaltung vieler galvanischer Zellen eine vergleichsweise hohe Spannung für die Anodenstromversorgung der Elektronenröhren zur Verfügung gestellt wird. Eine Heizbatterie ist eine Batterie für die Spannungsversorgung der Heizfäden, bzw. Glühkathoden der Elektronenröhren mit einem Spannungsbereich von einigen wenigen Volt. Die Anwendung dieser beiden Energiespeicher lag bis in die 1920er Jahre in der Versorgung stationärer Röhrenradios mit den erforderlichen Betriebsspannungen, bzw. bis in die 1950er Jahre bei transportablen Empfängern. 
Anodenbatterien und Heizbatterien sind veraltet und werden heute nicht mehr verwendet. 

## Anodenbatterie
Bei der Anodenbatterie, im Englischen auch als „B-Batterie“ oder als „HT (High Tension)“ bezeichnet, sind etwa 70 bis 100 galvanische Zellen hintereinandergeschaltet. Somit ergibt sich die für den Betrieb von Elektronenröhren erforderliche hohe Gleichspannung von 100 V bis 150 V. Verbreitet waren die Spannungen 60, 90, 120 V. Die Spannung konnte an den entsprechend beschrifteten Buchsen der Anodenbatterie abgegriffen werden. Die Lebensdauer einer solchen Batterie betrug bei Kopfhörerempfang mehrere 100 Stunden, bei Lautsprecherempfang entsprechend weniger.
Oft wiesen diese Anodenbatterien noch weitere Abgriffe auf, um die für die Arbeitspunkteinstellung unerlässliche Gittervorspannung zu erzeugen.

## Heizbatterie
Die Heizbatterien, im Englischen auch als „A-Batterie“ oder als „LT (Low Tension)“ bezeichnet, besaßen Spannungen von 2, 4 oder 1,5 V, dazu passend wurden entsprechende Röhrenserien entwickelt, so die A-Serie mit 4 V, die K-Serie für 2 V und später die D-Serie mit 1,4 V. Die Spannung von 4 V hat sich teilweise auch bei späteren Röhren, die aus einem Transformator geheizt wurden, erhalten. Mit dem Aufkommen der röhrenbestückten Autoradios wurden die neueren Röhrentypen mit 6,3 Volt Heizspannung entwickelt.
Später gab es auch netzgespeiste Stromversorgungen. Das anfangs verbreitete Gleichspannungsnetz war dazu direkt geeignet, beim Wechselspannungsnetz diente dazu eine sogenannte Netzanode, eine Gleichrichterschaltung mit Röhrendioden. Die Röhrenheizungen wurden jedoch bis zur Einführung indirekt geheizter Kathoden bzw. der Serienheizung (siehe Allstromgerät) dennoch von einer Batterie gespeist, der Heizbatterie. Bei Wechselspannungsnetzbetrieb wurde damit zudem das durch direkt beheizte Kathoden bedingte Netzbrummen vermieden.
Transportable Röhrenradios oder auch Wetterballonsonden benötigten jedoch weiterhin eine Anoden- und eine Heizbatterie. Hierfür wurden die Batterieröhren entwickelt, die bei entsprechend verminderter Leistung auch eine geringere Leistungsaufnahme aus den Spannungsquellen benötigten.
Auch in der Radiochemie und Kernphysik verwendete man bis zur Mitte des 20. Jahrhunderts für die Spannungsversorgung von Ionisationskammern und Zählrohren Anodenbatterien. Für eine Zählrohrspannung von 1500 Volt mussten z. B. zehn Batterien von jeweils 150 Volt hintereinandergeschaltet werden.

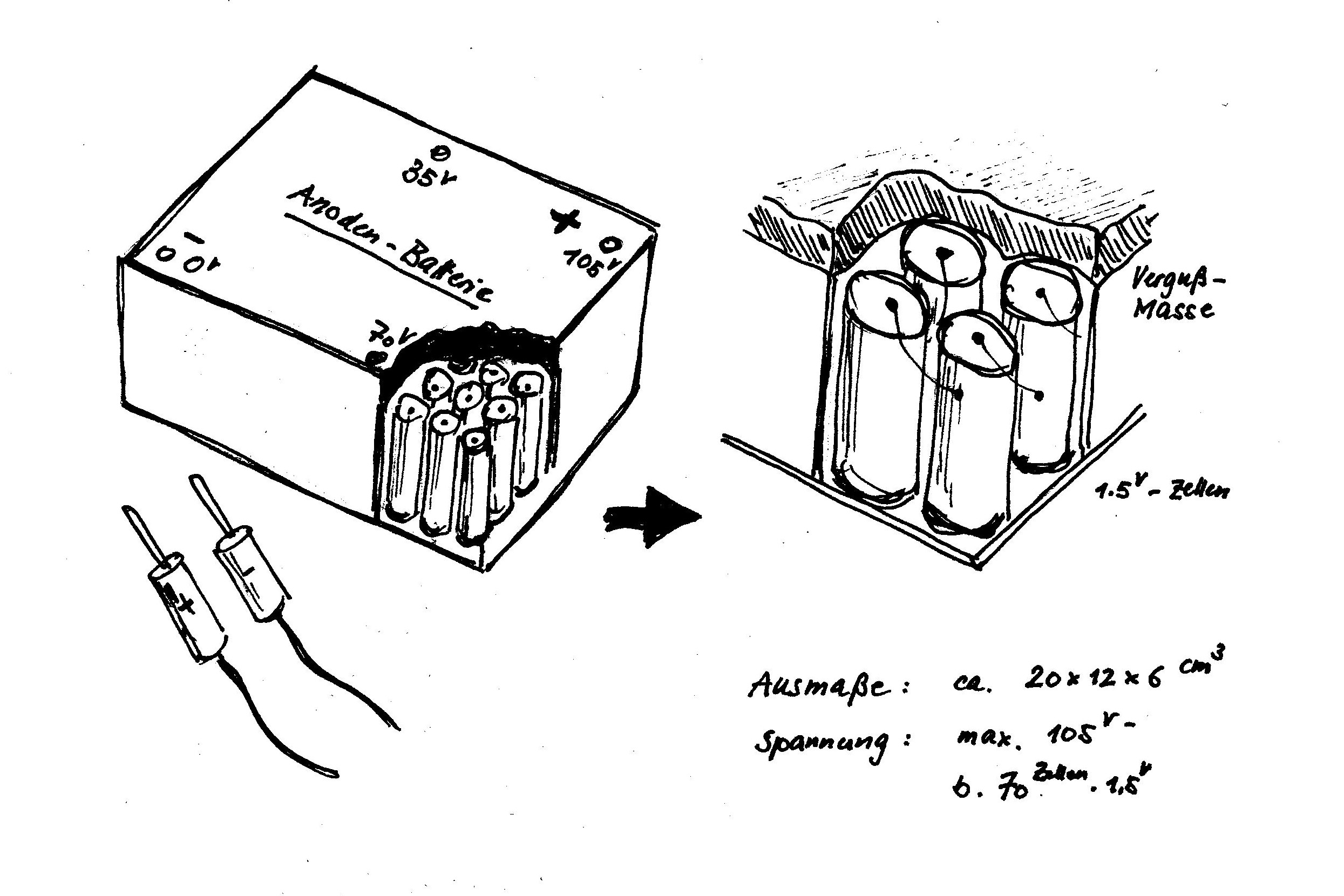
Skizze einer Anodenbatterie für eine Gleichspannung von 105 Volt
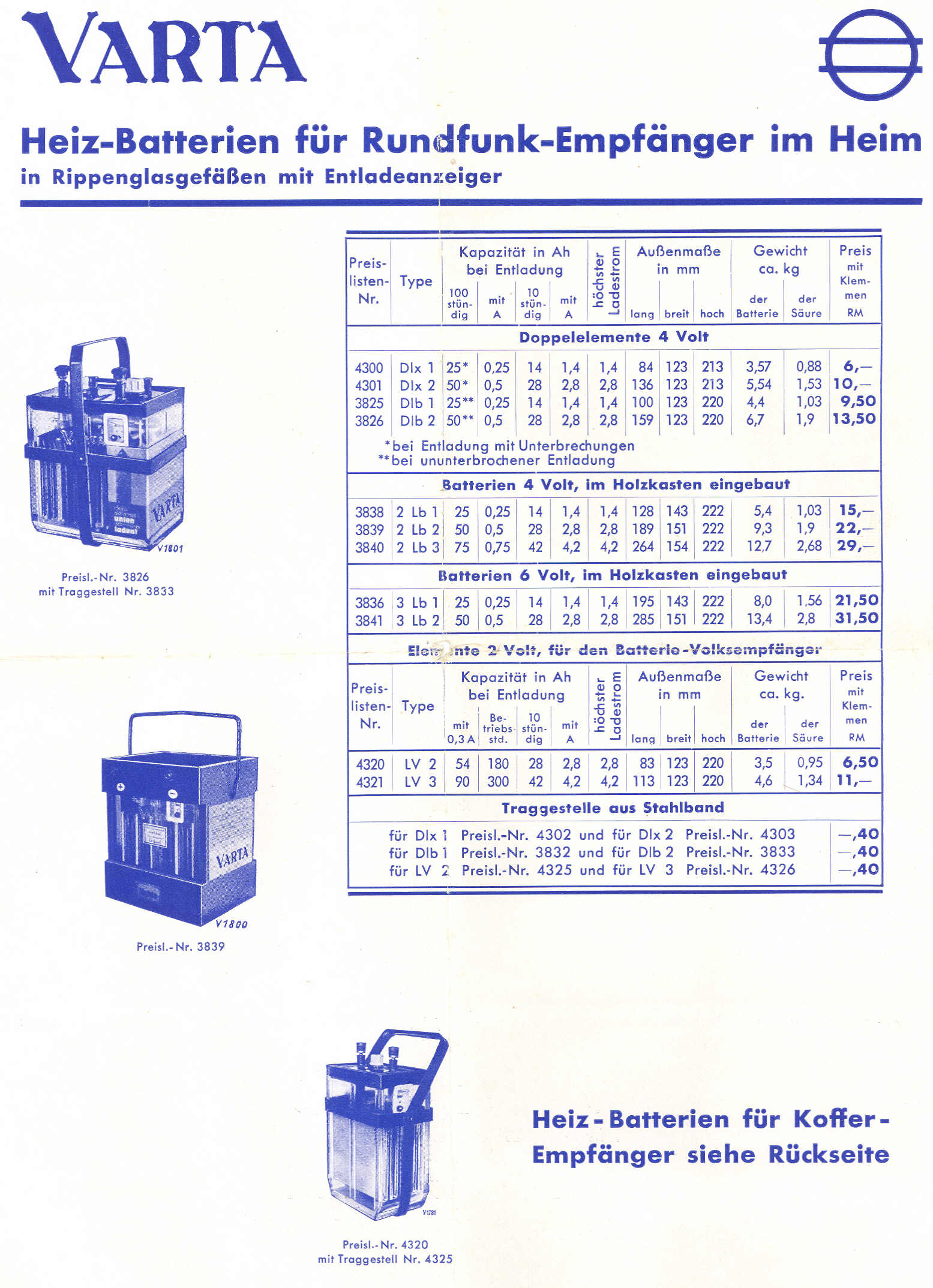
Datenblatt Heizbatterie für stationäre Empfänger
Schaltskizze einer Röhrenstufe mit Anoden- (B) und Heizbatterie (A).